# 孫應鰲
孫應鰲（1527年—1586年），字山甫，號淮海，學者稱淮海先生，贵州清平卫（今凯里）官籍，直隶扬州府泰州如皋县人，祖籍江蘇如皋，明朝政治人物、理學家，進士出身。

## 生平
孫應鰲生于嘉靖六年（1527年），九歲能作文，嘉靖二十四年（1545年）拜贵州提学副使徐樾為師，嘉靖二十五年（1546年）中贵州乡试第一名舉人（解元）。嘉靖三十二年（1553年）登癸丑科進士，選庶吉士，成为贵州第一位庶吉士，三十四年十月改戶科給事中，三十五年六月升刑科右，三十六年二月出京為江西按察司僉事，升本省左參議。四十年闰五月官陕西提学副使，歷四川右参政、四川按察使，四十五年闰十月升湖广右布政使，隆慶元年十月升右佥都御史、撫治郧阳。隆慶六年（1572年）建清平山甫書院，吳國倫提學貴州時，親晤應鰲於山甫書院。三年正月以病乞歸。
萬曆元年（1573年）六月以薦起復原職，二年九月升大理寺卿，三年四月升户部右侍郎，八月改礼部右侍郎管国子监祭酒事，四年十月以病乞休。七年六月起任国子监祭酒，不赴任。十一年十二月再起刑部右侍郎，十二年三月升官至南京工部尚书，但很快被御史谭耀、张文耀弹劾，被勒令致仕。卒于万历十四年（1586年），謚文恭。

## 著作
孫應鰲继承王阳明之学，将“心即是理”引申为“心即是仁”，为“明代四大理学家之一”。著有《學孔精舍詩鈔》、《學孔精舍匯稿》、《淮海易讀》、《論學會編》、《教秦語錄》、《教秦總錄》、《教秦緒言》、《雍諭》、《幽心瑤草》、《道林先生粹言》、《春秋節要》、《左粹題評》、《四書近語》、《律呂分解發明》、《庄義要刪》、《督學文集》、《歸來漫興》等。《黔詩紀略》收其詩有457首。《明史》無傳，《明儒學案》亦無記載。

## 家族
曾祖孫瀚，府同知，進階中議大夫。祖父孫重，知县。父孫衣，府同知。母司氏。重庆下。兄孫昂，正千户。弟孫應豸。